# Heptathlon aux Jeux olympiques d'été de 2000
Pour un article plus général, voir Athlétisme aux Jeux olympiques d'été de 2000.
Navigation
Atlanta 1996 Athènes 2004
L'épreuve de l'heptathlon aux Jeux olympiques de 2000 s'est déroulée les 23 et 24 septembre 2000 au Stadium Australia de Sydney, en Australie. Elle est remportée par la Britannique Denise Lewis.

## Résultats
| Rang               | Athlète                    | Pays              | Total     | 100 m H          | Hauteur       | Poids     | 200 m      | Longueur  | Javelot   | 800 m       |
| ------------------ | -------------------------- | ----------------- | --------- | ---------------- | ------------- | --------- | ---------- | --------- | --------- | ----------- |
| Médaille d'or      | Denise Lewis               | Grande-Bretagne   | 6584      | 1090 pts 13.23 s | 916 1.75      | 898 15.55 | 948 24.34  | 1001 6.48 | 864 50.19 | 867 2:16.83 |
| Médaille d'argent  | Yelena Prokhorova          | Russie            | 6531      | 1031 pts 13.63 s | 991 1.81      | 741 13.21 | 1008 23.72 | 1036 6.59 | 764 45.05 | 960 2:10.32 |
| Médaille de bronze | Natallia Sazanovich        | Biélorussie       | 6527 (SB) | 1058 pts 13.45 s | 1029 1.84     | 847 14.79 | 969 24.12  | 1007 6.50 | 744 43.97 | 873 2:16.41 |
| 4                  | Urszula Włodarczyk         | Pologne           | 6470 (SB) | 1075 pts 13.33 s | 953 1.78      | 824 14.45 | 953 24.29  | 946 6.31  | 786 46.16 | 933 2:12.15 |
| 5                  | Sabine Braun               | Allemagne         | 6355      | 1052 pts 13.49 s | 991 1.81      | 816 14.33 | 911 24.74  | 918 6.22  | 832 48.56 | 835 2:19.14 |
| 6                  | Natalya Roshchupkina       | Russie            | 6237      | 1021 pts 13.70 s | 1029 1.84     | 796 14.03 | 1026 23.53 | 691 5.47  | 742 43.87 | 932 2:12.24 |
| 7                  | Karin Specht-Ertl          | Allemagne         | 6209      | 1060 pts 13.43 s | 953 1.78      | 764 13.55 | 920 24.64  | 918 6.22  | 719 42.70 | 875 2:16.25 |
| 8                  | Tiia Hautala               | Finlande          | 6173      | 1033 pts 13.62 s | 953 1.78      | 748 13.31 | 887 25.00  | 887 6.12  | 771 45.40 | 894 2:14.90 |
| 9                  | Le Shundra Nathan          | États-Unis        | 6150      | 1015 pts 13.74 s | 953 1.78      | 809 14.22 | 902 24.84  | 868 6.06  | 734 43.48 | 869 2:16.67 |
| 10                 | Jane Jamieson              | Australie         | 6104      | 966 pts 14.09 s  | 991 1.81      | 767 13.59 | 862 25.27  | 877 6.09  | 770 45.32 | 871 2:16.57 |
| 11                 | Magalys García             | Cuba              | 6054 (SB) | 1056 pts 13.46 s | 806 1.66      | 747 13.29 | 926 24.58  | 825 5.92  | 866 50.31 | 828 2:19.64 |
| 12                 | Austra Skujytė             | Lituanie          | 6034      | 927 pts 14.37 s  | 953 1.78      | 867 15.09 | 855 25.35  | 840 5.97  | 772 45.43 | 820 2:20.25 |
| 13                 | Susanna Rajamäki           | Finlande          | 6021 (PB) | 1036 pts 13.60 s | 806 1.66      | 785 13.87 | 978 24.03  | 962 6.36  | 610 37.00 | 844 2:18.47 |
| 14                 | Gertrud Bacher             | Italie            | 5989      | 1004 pts 13.82 s | 916 1.75      | 711 12.75 | 890 24.96  | 801 5.84  | 689 41.14 | 978 2:09.08 |
| 15                 | Diana Koritskaya           | Russie            | 5975      | 995 pts 13.88 s  | 879 1.72      | 763 13.53 | 973 24.08  | 717 5.56  | 680 40.67 | 968 2:09.77 |
| 16                 | Svetlana Kazanina          | Kazakhstan        | 5898      | 880 pts 14.71 s  | 916 1.75      | 725 12.97 | 883 25.04  | 801 5.84  | 735 43.53 | 958 2:10.45 |
| 17                 | Yasmina Azzizi             | Algérie           | 5896 (SB) | 1030 pts 13.64 s | 736 1.60      | 805 14.17 | 925 24.59  | 813 5.88  | 788 46.28 | 799 2:21.82 |
| 18                 | Viorica Tigau              | Roumanie          | 5893      | 1066 pts 13.39 s | 879 1.72      | 630 11.53 | 905 24.80  | 853 6.01  | 732 43.38 | 828 2:19.65 |
| 19                 | Nathalie Teppe             | France            | 5851      | 976 pts 14.02 s  | 879 1.72      | 757 13.44 | 763 26.39  | 831 5.94  | 802 46.98 | 843 2:18.56 |
| 20                 | Larisa Teteryuk-Netseporuk | Ukraine           | 5762      | 905 pts 14.53 s  | 879 1.72      | 765 13.56 | 818 25.76  | 816 5.89  | 755 44.57 | 824 2:19.94 |
| 21                 | Irina Naumenko             | Kazakhstan        | 5634      | 942 pts 14.26 s  | 1029 1.84     | 612 11.26 | 869 25.19  | 813 5.88  | 525 32.53 | 844 2:18.49 |
| 22                 | Marsha Mark                | Trinité-et-Tobago | 5627      | 1018 pts 13.72 s | 806 1.66      | 624 11.44 | 855 25.35  | 819 5.90  | 841 48.99 | 664 2:32.36 |
| 23                 | Lyudmyla Kovalova          | Ukraine           | 5585      | 826 pts 15.12 s  | 879 1.72      | 765 13.57 | 766 26.36  | 720 5.57  | 715 42.50 | 914 2:13.52 |
| 24                 | Pramila Ganapathy          | Inde              | 5548      | 947 pts 14.22 s  | 842 1.69      | 604 11.14 | 915 24.69  | 837 5.96  | 591 36.02 | 812 2:20.86 |
| 25                 | Soma Biswas                | Inde              | 5481      | 963 pts 14.11 s  | 771 1.63      | 641 11.69 | 912 24.73  | 741 5.64  | 659 39.59 | 794 2:22.17 |
| 26                 | Shelia Burrell             | États-Unis        | 5345      | 1080 pts 13.30 s | 0 NM          | 749 13.32 | 980 24.01  | 865 6.05  | 739 43.72 | 932 2:12.22 |
| 27                 | Sofiya Kabanova            | Ouzbékistan       | 5101      | 856 pts 14.89 s  | 1000 879 1.72 | 632 11.56 | 690 27.27  | 620 5.22  | 602 36.61 | 822 2:20.11 |
|                    | Eunice Barber              | France            | DNF       | 1129 pts 12.97 s | 1029 1.84     | 613 11.27 | 936 24.47  | 828 5.93  |           |             |
|                    | Inma Clopés                | Espagne           | DNF       | 950 pts 14.20 s  | 806 1.66      | 707 12.70 | 775 26.25  | 0 NM      |           |             |
|                    | Asimina Vanakara           | Grèce             | DNF       | 952 pts 14.19 s  | 842 1.69      | 578 10.74 | 817 25.78  | 0 NM      |           |             |
|                    | Astrid Retzke              | Allemagne         | DNF       | 990 pts 13.92 s  | 701 1.57      |           |            |           |           |             |
|                    | Rita Ináncsi               | Hongrie           | DNF       | 827 pts 15.11 s  | 842 1.69      |           |            |           |           |             |
|                    | Ghada Shouaa               | Syrie             | DNF       | 0 pts DNF        |               |           |            |           |           |             |

## Légende
Records et Performances
- AR : Record continental (area record)
- CR : Record des championnats (championship record)
- MR : Record du meeting (meet record)
- NR : Record national (national record)
- OR : Record olympique (olympic record)
- PR : Record paralympique (paralympic record)
- PB : Record personnel (personal best)
- SB : Meilleure performance personnelle de la saison (season's best)
- WL : Meilleure performance mondiale de l'année (world leader)
- WJR : Record du monde junior (world junior record)
- WR : Record du monde (world record)

Circonstances et Conditions
- DNF : N'a pas terminé (did not finish)
- DNS : N'a pas pris le départ (did not start)
- DQ : Disqualification (disqualification)
- NM : Aucun essai valable enregistré (No Mark)
- Q : Qualifié « directement » au prochain tour (ou à la prochaine compétition), lors d'une compétition majeure, grâce au classement ou à la réalisation des minima (automatic qualifier)
- q : Qualifié au prochain tour (ou à la prochaine compétition), lors d'une compétition majeure, grâce au repêchage ou à la réalisation de l'une des meilleures performances parmi celles des « non qualifiés directement » (grâce au meilleur temps ou à la meilleure distance par exemple) (secondary qualifier)